# Найцінніший гравець Матчу всіх зірок НБА
Приз Найцінніший гравець Матчу всіх зірок НБА імені Кобі Браянта (англ. NBA All-Star Game Kobe Bryant Most Valuable Player) — щорічна нагорода Національної баскетбольної асоціації (НБА), яка вручається найціннішому гравцю за підсумками Матчу всіх зірок НБА, починаючи з Матчу всіх зірок НБА 1953 року. Керівництво ліги також вирішило нагородити гравців з двох попередніх матчів всіх зірок. Нагороди отримали Ед Макоулі та Пол Арайзін відповідно за Матч всіх зірок НБА року 1951 року та Матч всіх зірок НБА року 1952 року. Переможця визначають шляхом голосування групи медіа компаній, які роблять свій вибір виходячи з результатів проведеного матчу. Гравця (гравці), який (які) отримує (отримують) найбільшу кількість голосів (або мають рівну кількість голосів) здобуває (здобувають) нагороду. В 1999 році ніхто не отримав цієї нагороди, оскільки сам Матч всіх зірок було скасовано через локаут в сезоні НБА 1998–99 року. 15 лютого 2020 року Комісар Адам Сілвер перейменував Найцінніший гравець Матчу всіх зірок НБА на згадку про чотириразового переможця Кобі Браянта, який помер кількома тижнями раніше.
Боб Петтіт та Кобі Браянт єдині гравці, які вигравали цю нагороду чотири рази кожен. Оскар Робертсон, Майкл Джордан, Шакіл О'Ніл та Леброн Джеймс нагороджувалися тричі, а Боб Коузі, Джуліус Ірвінг, Азея Томас, Меджик Джонсон, Карл Мелоун, Аллен Айверсон, Расселл Вестбрук та Кевін Дюрант — двічі за свою кар'єру. Джеймс здобувши вперше в кар'єрі звання Найціннішого гравця Матчу всіх зірок НБА в 2006 році у віці 21 року, став наймолодшим лауреатом нагороди за історію НБА. В чотирьох іграх нагороду отримали як гравці команди Сходу, так і гравці команди Заходу:Елжин Бейлор та Боб Петтіт в Матчі всіх зірок НБА 1959 року, Джон Стоктон та Карл Мелоун в Матчі всіх зірок НБА 1993 року, Шакіл О'Ніл та Тім Данкан в Матчі всіх зірок НБА 2000 року, Кобі Браянт та Шакіл О'Ніл в Матчі всіх зірок НБА 2009 року. Шакіл О'Ніл ділив дану нагороду з іншим гравцем двічі за кар'єру. Гравці команди Лос-Анджелес Лейкерс ставали лауреатами нагороди 11 разів, в той час як гравці команди Бостон Селтікс — 8 разів. 
Бобб Петтіт та Расселл Вестбрук — єдині, хто вигравав нагороду двічі поспіль. Тім Данкан з Віргінських островів єдиний гравець лауреат нагороди, який народився не в США. Данкан громадянин США, але вважається іноземцем в НБА, оскільки не народився на території 50 штатів США або округу Колумбія. Жоден гравець, який не грав в школах чи коледжах США не здобував нагороду; Тім Данкан грав за Вейк Форестський коледж.

## Переможці

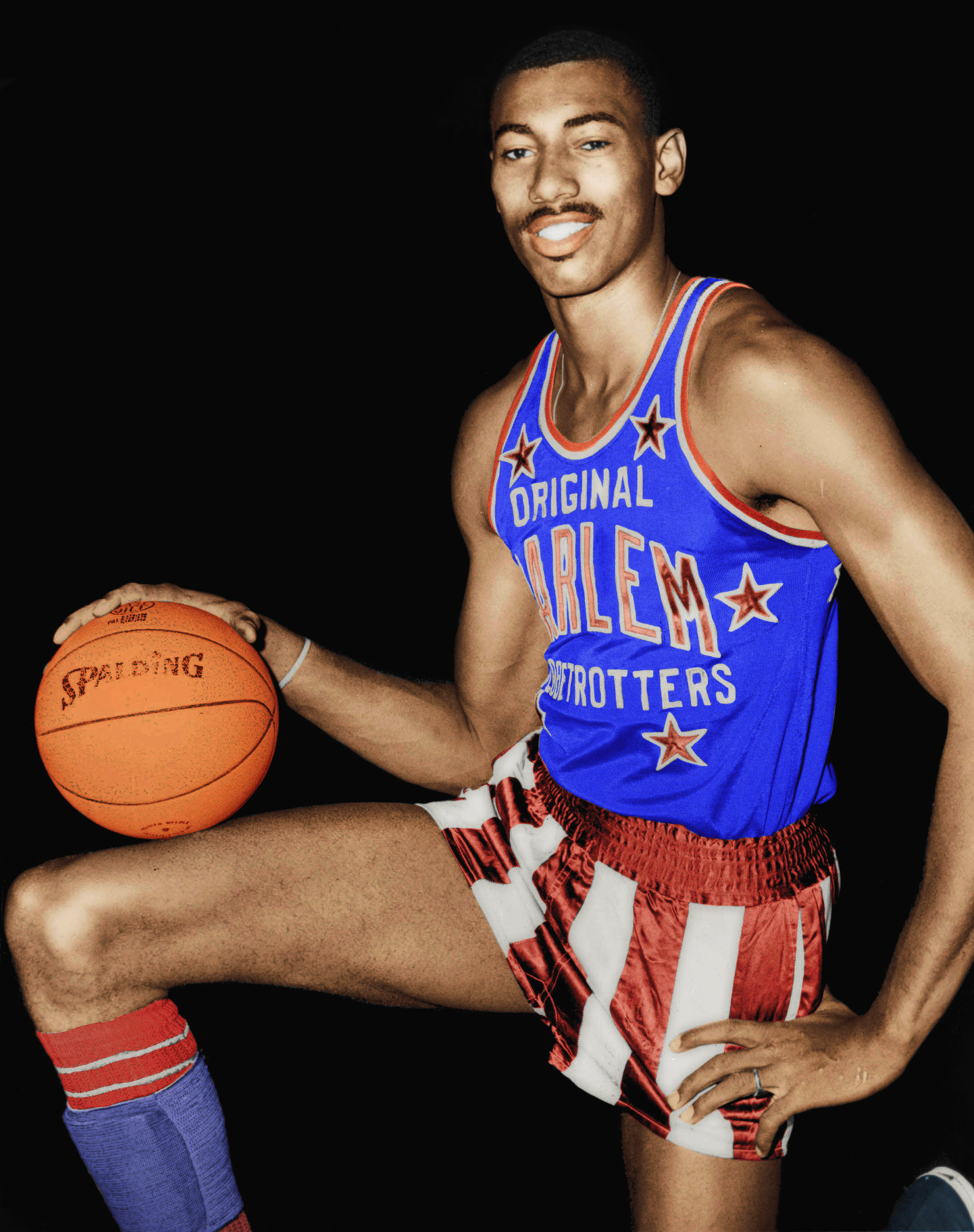
Члени Баскетбольного Залу слави Вілт Чемберлейн виграв нагороду в Матчі всіх зірок 1960 року

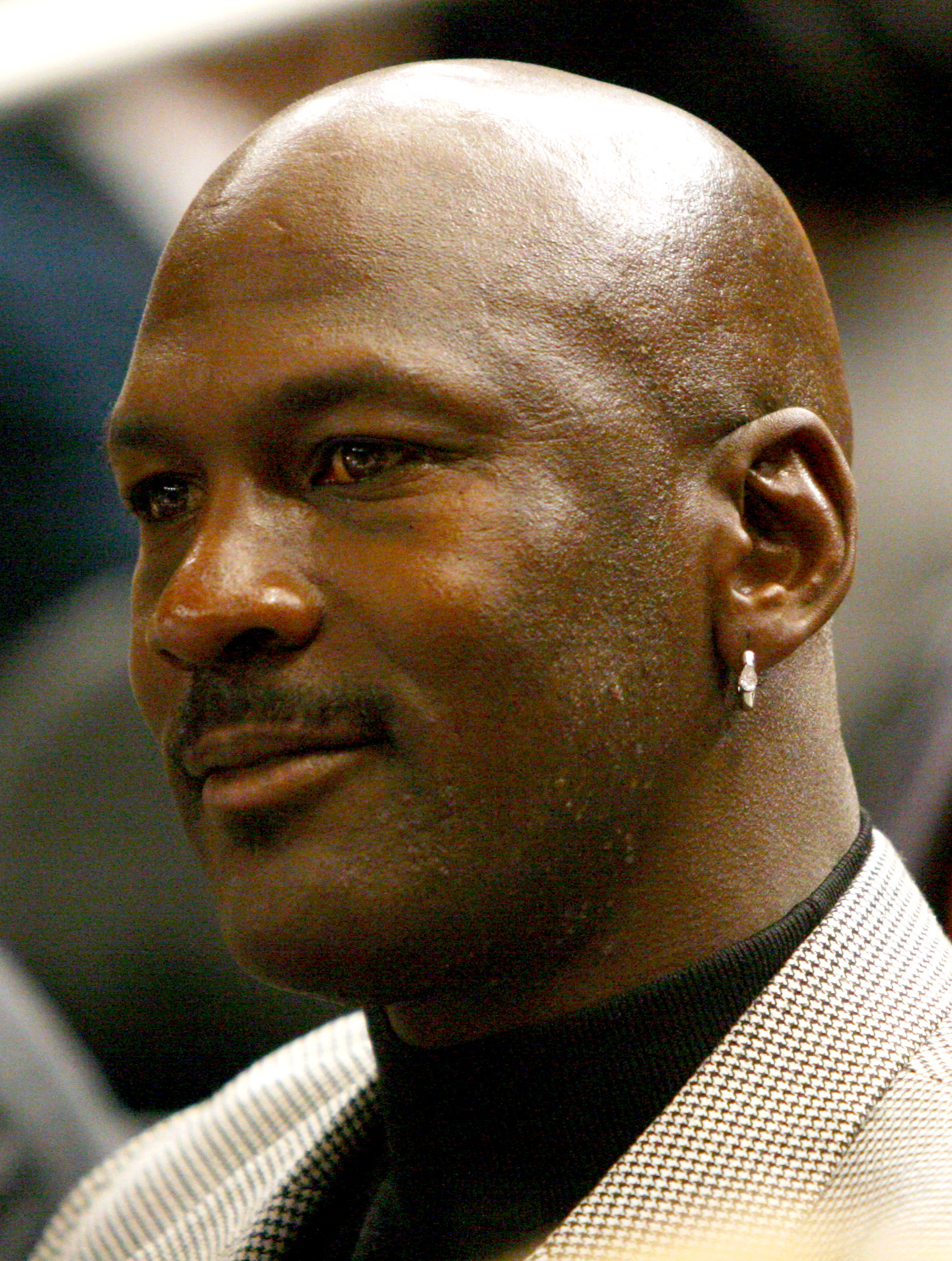
Члени Баскетбольного Залу слави Майкл Джордан тричі ставав лауреатом нагороди за свою.

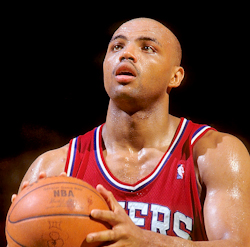
Члени Баскетбольного Залу слави Чарльз Барклі виграв нагороду в Матчі всіх зірок 1991 року.

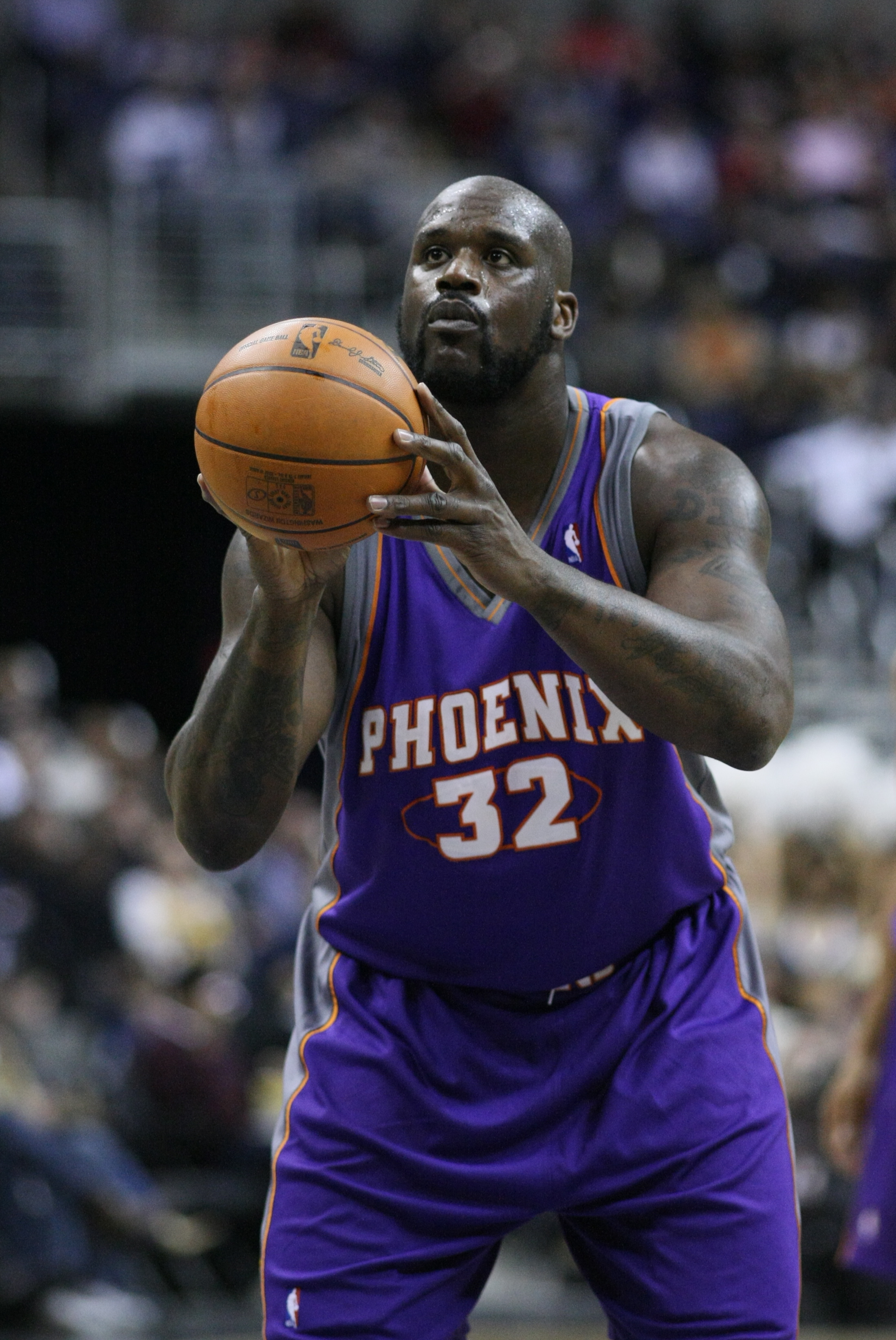
Шакіл О'Ніл вигравав нагороду тричі за кар'єру.

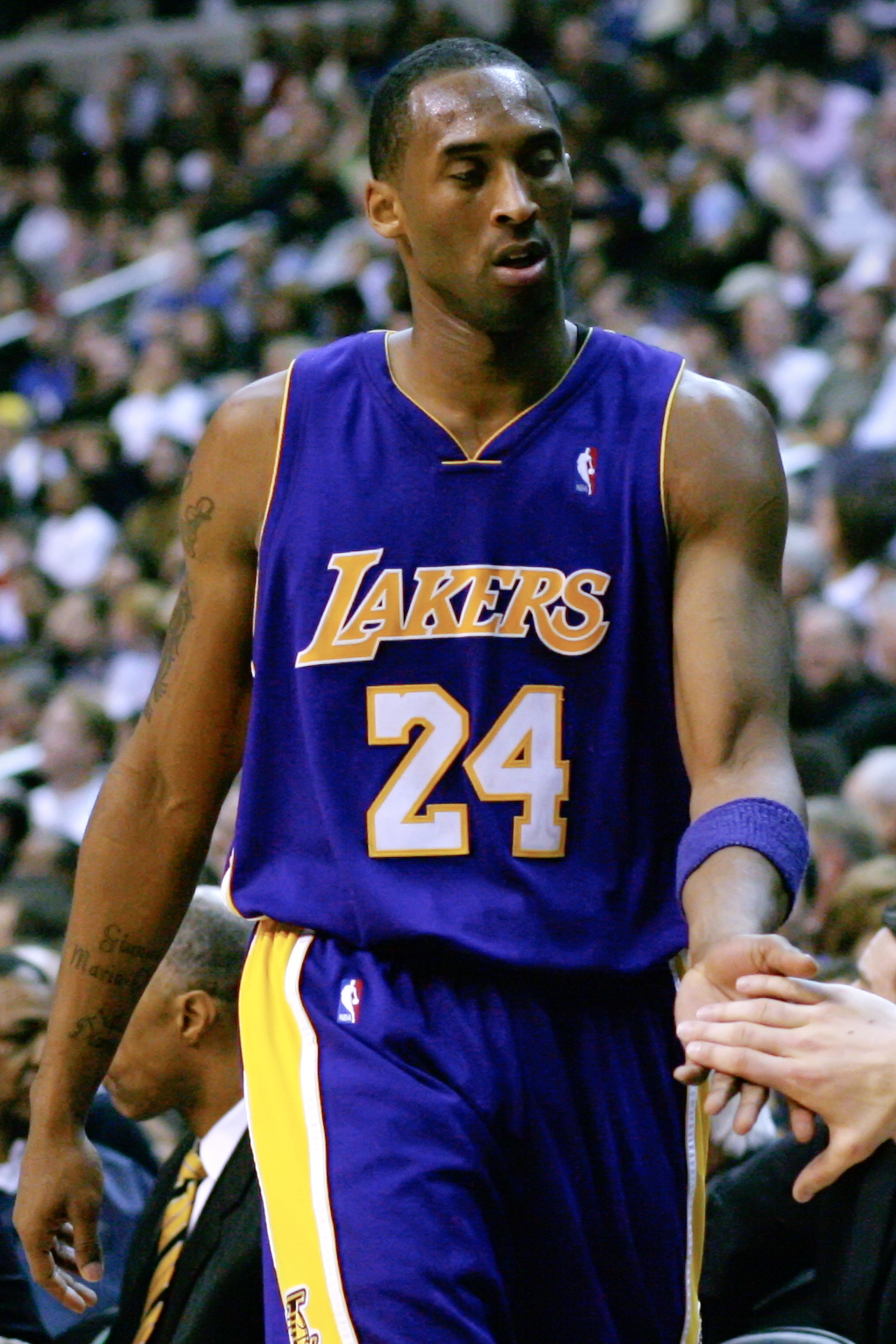
Кобі Браянт вигравав нагороду рекордні 4 рази за кар'єру.

| ^           | Гравці які є діючими в НБА                                     |
|             | Вибраний до Баскетбольного Залу слави                          |
| Гравець (X) | Вказує кількість разів здобуття гравцем нагороди               |
| Команда (X) | Вказує кількість разів здобуття нагороди гравцями цієї команди |

| Сезон | Гравець                                                                  | Позиція                                                                  | Громадянство                                                             | Команда                                                                  |
| ----- | ------------------------------------------------------------------------ | ------------------------------------------------------------------------ | ------------------------------------------------------------------------ | ------------------------------------------------------------------------ |
| 1951  | Ед Макоулі*                                                              | Центровий/Форвард                                                        | США                                                                      | Бостон Селтікс                                                           |
| 1952  | Пол Арайзін*                                                             | Форвард/Захисник                                                         | США                                                                      | Філадельфія Ворріорс                                                     |
| 1953  | Джордж Майкан*                                                           | Центровий                                                                | США                                                                      | Міннеаполіс Лейкерс                                                      |
| 1954  | Боб Коузі*                                                               | Захисник                                                                 | США                                                                      | Бостон Селтікс (2)                                                       |
| 1955  | Біл Шармен*                                                              | Захисник                                                                 | США                                                                      | Бостон Селтікс (3)                                                       |
| 1956  | Боб Петтіт*                                                              | Форвард/Центровий                                                        | США                                                                      | Сент-Луїс Гокс                                                           |
| 1957  | Боб Коузі* (2)                                                           | Захисник                                                                 | США                                                                      | Бостон Селтікс (4)                                                       |
| 1958  | Боб Петтіт* (2)                                                          | Форвард/Центровий                                                        | США                                                                      | Сент-Луїс Гокс (2)                                                       |
| 1959  | Елжин Бейлор*                                                            | Форвард                                                                  | США                                                                      | Міннеаполіс Лейкерс (2)                                                  |
| 1959  | Боб Петтіт* (3)                                                          | Форвард/Центровий                                                        | США                                                                      | Сент-Луїс Гокс (3)                                                       |
| 1960  | Вілт Чемберлейн*                                                         | Центровий                                                                | США                                                                      | Філадельфія Ворріорс (2)                                                 |
| 1961  | Оскар Робертсон*                                                         | Захисник                                                                 | США                                                                      | Цинциннаті Роялс                                                         |
| 1962  | Боб Петтіт* (4)                                                          | Форвард/Центровий                                                        | США                                                                      | Сент-Луїс Гокс (4)                                                       |
| 1963  | Білл Рассел*                                                             | Центровий                                                                | США                                                                      | Бостон Селтікс (5)                                                       |
| 1964  | Оскар Робертсон* (2)                                                     | Захисник                                                                 | США                                                                      | Цинциннаті Роялс (2)                                                     |
| 1965  | Джеррі Лукас*                                                            | Форвард/Центровий                                                        | США                                                                      | Цинциннаті Роялс (3)                                                     |
| 1966  | Едріан Сміт                                                              | Захисник                                                                 | США                                                                      | Цинциннаті Роялс (4)                                                     |
| 1967  | Рік Беррі*                                                               | Форвард                                                                  | США                                                                      | Сан-Франциско Ворріорс (3)                                               |
| 1968  | Хал Грір*                                                                | Захисник/Форвард                                                         | США                                                                      | Філадельфія Севенті-Сіксерс                                              |
| 1969  | Оскар Робертсон* (3)                                                     | Захисник                                                                 | США                                                                      | Цинциннаті Роялс (5)                                                     |
| 1970  | Вілліс Рід*                                                              | Центровий/Форвард                                                        | США                                                                      | Нью-Йорк Нікс                                                            |
| 1971  | Ленні Вілкенс*                                                           | Захисник                                                                 | США                                                                      | Сієтл СуперСонікс                                                        |
| 1972  | Джеррі Вест*                                                             | Захисник/Форвард                                                         | США                                                                      | Лос-Анджелес Лейкерс (3)                                                 |
| 1973  | Дейв Ковенс*                                                             | Центровий/Форвард                                                        | США                                                                      | Бостон Селтікс (6)                                                       |
| 1974  | Боб Леньє*                                                               | Центровий                                                                | США                                                                      | Детройт Пістонс                                                          |
| 1975  | Волт Фрейзер*                                                            | Захисник                                                                 | США                                                                      | Нью-Йорк Нікс (2)                                                        |
| 1976  | Дейв Бінг*                                                               | Захисник                                                                 | США                                                                      | Вашингтон Булетс                                                         |
| 1977  | Джуліус Ірвінг*                                                          | Форвард/Захисник                                                         | США                                                                      | Філадельфія Севенті-Сіксерс (2)                                          |
| 1978  | Ренді Сміт                                                               | Захисник/Форвард                                                         | США                                                                      | Баффало Брейвз                                                           |
| 1979  | Девід Томпсон*                                                           | Захисник/Форвард                                                         | США                                                                      | Денвер Наггетс                                                           |
| 1980  | Джордж Гервін*                                                           | Захисник/Форвард                                                         | США                                                                      | Сан-Антоніо Сперс                                                        |
| 1981  | Нейт Арчібальд*                                                          | Захисник                                                                 | США                                                                      | Бостон Селтікс (7)                                                       |
| 1982  | Ларрі Берд*                                                              | Форвард                                                                  | США                                                                      | Бостон Селтікс (8)                                                       |
| 1983  | Джуліус Ірвінг* (2)                                                      | Форвард/Захисник                                                         | США                                                                      | Філадельфія Севенті-Сіксерс (3)                                          |
| 1984  | Азея Томас*                                                              | Захисник                                                                 | США                                                                      | Детройт Пістонс (2)                                                      |
| 1985  | Ральф Сампсон*                                                           | Центровий/Форвард                                                        | США                                                                      | Х'юстон Рокетс                                                           |
| 1986  | Азея Томас* (2)                                                          | Захисник                                                                 | США                                                                      | Детройт Пістонс (3)                                                      |
| 1987  | Том Чамберс                                                              | Форвард/Центровий                                                        | США                                                                      | Сієтл СуперСонікс (2)                                                    |
| 1988  | Майкл Джордан*                                                           | Захисник                                                                 | США                                                                      | Чикаго Буллз                                                             |
| 1989  | Карл Мелоун                                                              | Форвард                                                                  | США                                                                      | Юта Джаз                                                                 |
| 1990  | Меджик Джонсон*                                                          | Захисник                                                                 | США                                                                      | Лос-Анджелес Лейкерс (4)                                                 |
| 1991  | Чарльз Барклі*                                                           | Форвард                                                                  | США                                                                      | Філадельфія Севенті-Сіксерс (4)                                          |
| 1992  | Меджик Джонсон* (2)                                                      | Захисник                                                                 | США                                                                      | Лос-Анджелес Лейкерс (5)                                                 |
| 1993  | Джон Стоктон*                                                            | Захисник                                                                 | США                                                                      | Юта Джаз (2)                                                             |
| 1993  | Карл Мелоун* (2)                                                         | Форвард                                                                  | США                                                                      | Юта Джаз (3)                                                             |
| 1994  | Скотті Піппен*                                                           | Форвард/Захисник                                                         | США                                                                      | Чикаго Буллз (2)                                                         |
| 1995  | Мітч Річмонд                                                             | Захисник                                                                 | США                                                                      | Сакраменто Кінґс (6)                                                     |
| 1996  | Майкл Джордан* (2)                                                       | Захисник                                                                 | США                                                                      | Чикаго Буллз (3)                                                         |
| 1997  | Глен Райс                                                                | Форвард                                                                  | США                                                                      | Шарлот Горнетс                                                           |
| 1998  | Майкл Джордан* (3)                                                       | Захисник                                                                 | США                                                                      | Чикаго Буллз (4)                                                         |
| 1999  | Переможців не було через скасування Матчу всіх зірок з огляду на локаут. | Переможців не було через скасування Матчу всіх зірок з огляду на локаут. | Переможців не було через скасування Матчу всіх зірок з огляду на локаут. | Переможців не було через скасування Матчу всіх зірок з огляду на локаут. |
| 2000  | Шакіл О'Ніл                                                              | Центровий                                                                | США                                                                      | Лос-Анджелес Лейкерс (6)                                                 |
| 2000  | Тім Данкан^                                                              | Форвард/Центровий                                                        | США                                                                      | Сан-Антоніо Сперс (2)                                                    |
| 2001  | Аллен Айверсон                                                           | Захисник                                                                 | США                                                                      | Філадельфія Севенті-Сіксерс (5)                                          |
| 2002  | Кобі Браянт^                                                             | Захисник                                                                 | США                                                                      | Лос-Анджелес Лейкерс (7)                                                 |
| 2003  | Кевін Гарнетт^                                                           | Форвард                                                                  | США                                                                      | Міннесота Тімбервулвз                                                    |
| 2004  | Шакіл О'Ніл* (2)                                                         | Центровий                                                                | США                                                                      | Лос-Анджелес Лейкерс (8)                                                 |
| 2005  | Аллен Айверсон* (2)                                                      | Захисник                                                                 | США                                                                      | Філадельфія Севенті-Сіксерс (6)                                          |
| 2006  | Леброн Джеймс^                                                           | Форвард                                                                  | США                                                                      | Клівленд Кавальєрз                                                       |
| 2007  | Кобі Браянт^ (2)                                                         | Захисник                                                                 | США                                                                      | Лос-Анджелес Лейкерс (9)                                                 |
| 2008  | Леброн Джеймс^ (2)                                                       | Форвард                                                                  | США                                                                      | Клівленд Кавальєрз (2)                                                   |
| 2009  | Кобі Браянт^ (3)                                                         | Захисник                                                                 | США                                                                      | Лос-Анджелес Лейкерс (10)                                                |
| 2009  | Шакіл О'Ніл* (3)                                                         | Центровий                                                                | США                                                                      | Фінікс Санз                                                              |
| 2010  | Двейн Вейд^                                                              | Захисник                                                                 | США                                                                      | Маямі Гіт                                                                |
| 2011  | Кобі Браянт^ (4)                                                         | Захисник                                                                 | США                                                                      | Лос-Анджелес Лейкерс (11)                                                |
| 2012  | Кевін Дюрант^                                                            | Форвард                                                                  | США                                                                      | Оклахома-Сіті Тандер                                                     |
| 2013  | Кріс Пол^                                                                | Захисник                                                                 | США                                                                      | Лос-Анджелес Кліпперс (2)                                                |
| 2014  | Кайрі Ірвінг^                                                            | Захисник                                                                 | США                                                                      | Клівленд Кавальєрс (3)                                                   |
| 2015  | Расселл Вестбрук^                                                        | Захисник                                                                 | США                                                                      | Оклахома-Сіті Тандер (4)                                                 |
| 2016  | Расселл Вестбрук^ (2)                                                    | Захисник                                                                 | США                                                                      | Оклахома-Сіті Тандер (5)                                                 |
| 2017  | Ентоні Девіс^                                                            | Форвард / Центровий                                                      | США                                                                      | Нью-Орлінс Пеліканс                                                      |
| 2018  | Леброн Джеймс^ (3)                                                       | Форвард                                                                  | США                                                                      | Клівленд Кавальєрс (4)                                                   |
| 2019  | Кевін Дюрант^ (2)                                                        | Форвард                                                                  | США                                                                      | Голден-Стейт Ворріорс (4)                                                |
| 2020  | Кавай Леонард^                                                           | Форвард                                                                  | США                                                                      | Лос-Анджелес Кліпперс (3)                                                |
| 2021  | Янніс Адетокунбо^                                                        | Форвард                                                                  | Греція                                                                   | Мілвокі Бакс                                                             |
| 2022  | Стефен Каррі^                                                            | Захисник                                                                 | США                                                                      | Голден-Стейт Ворріорс (5)                                                |